# Bürgerspital Wertheim

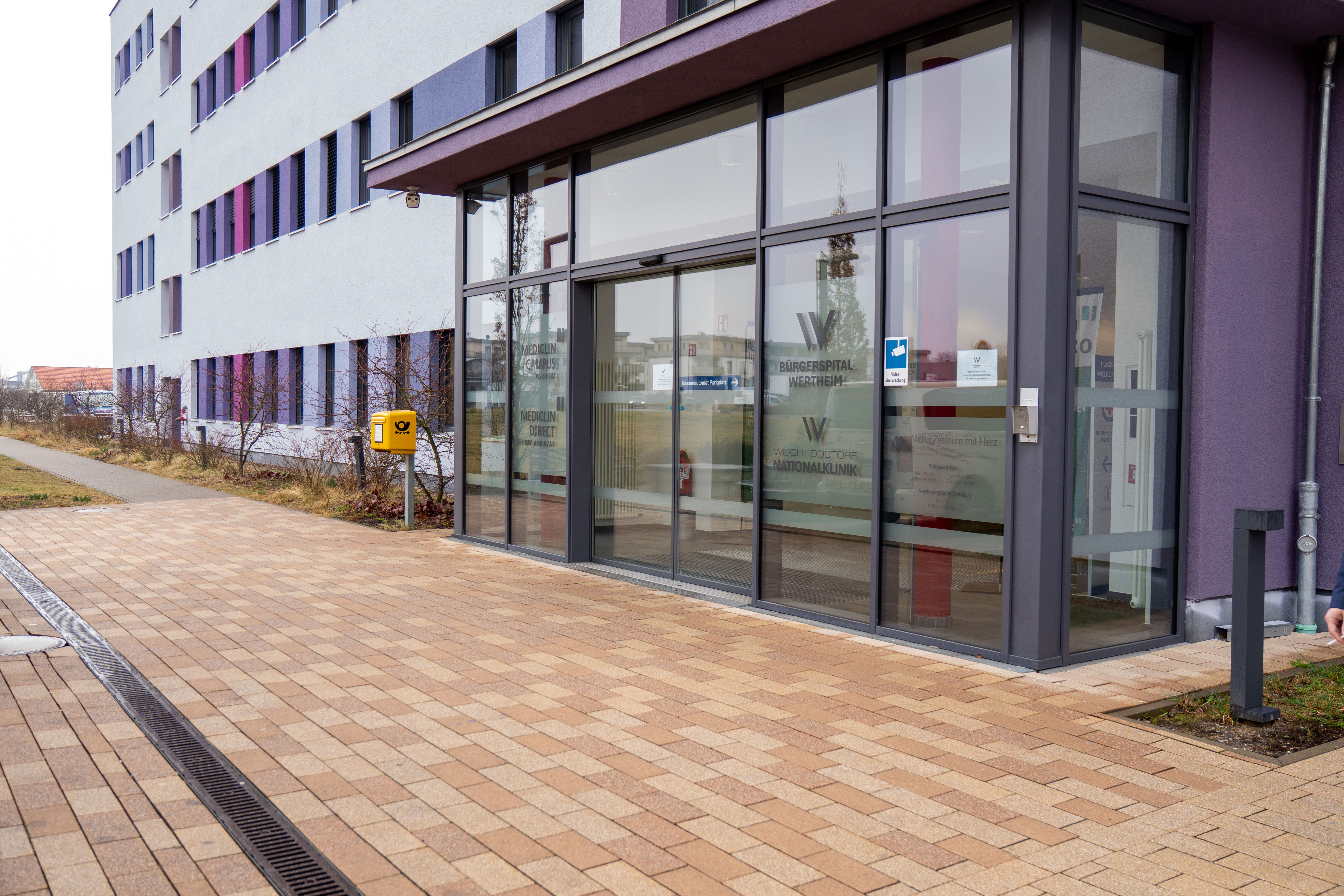
Eingang des Krankenhauses

Blick auf den Südflügel des ehemaligen Wertheimer Hospitals vor dem Rückbau (vor 1870)

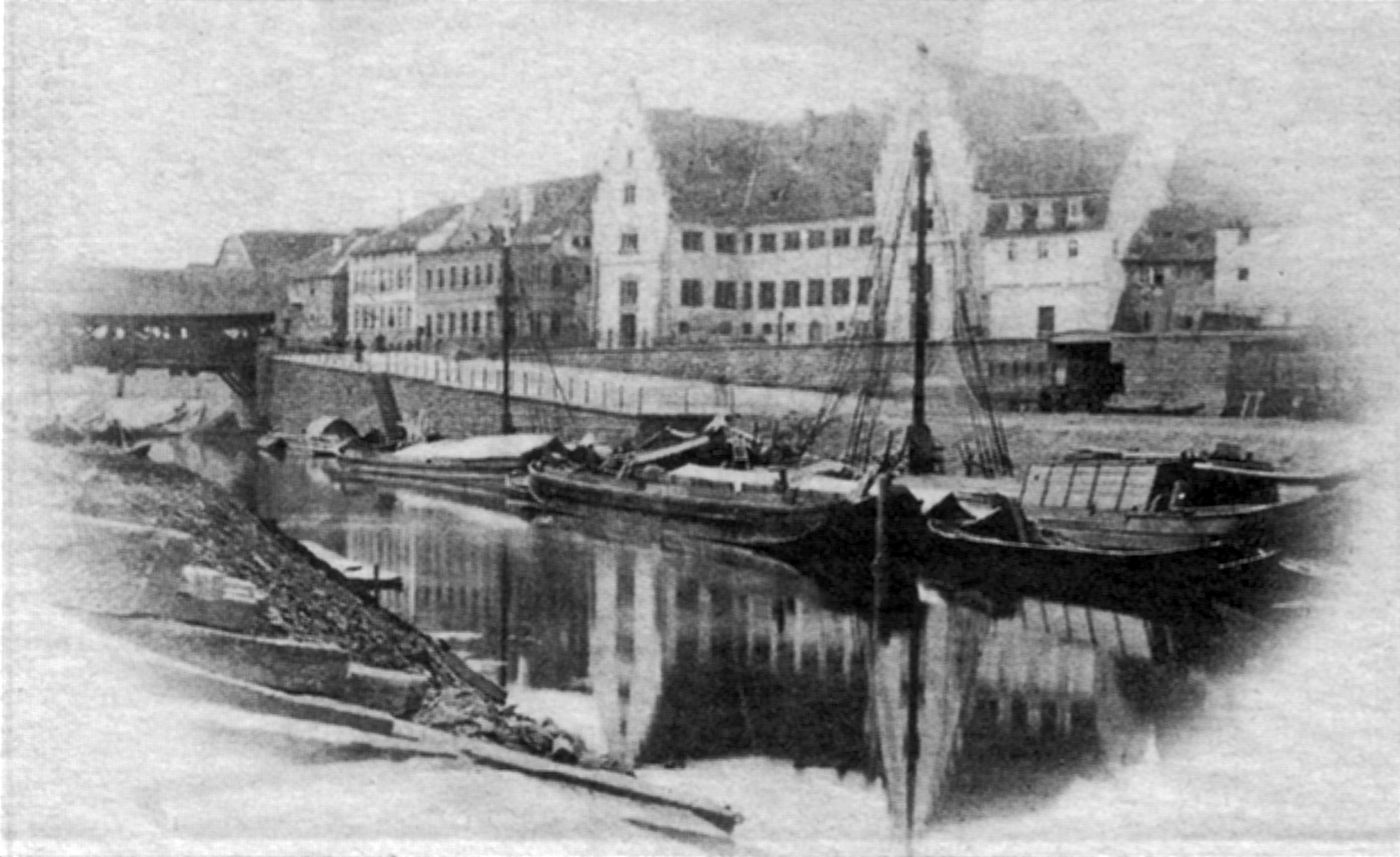
Das Hospital nach dem Rückbau zugunsten der Tauberbahn, im Hintergrund die alte Tauberbrücke

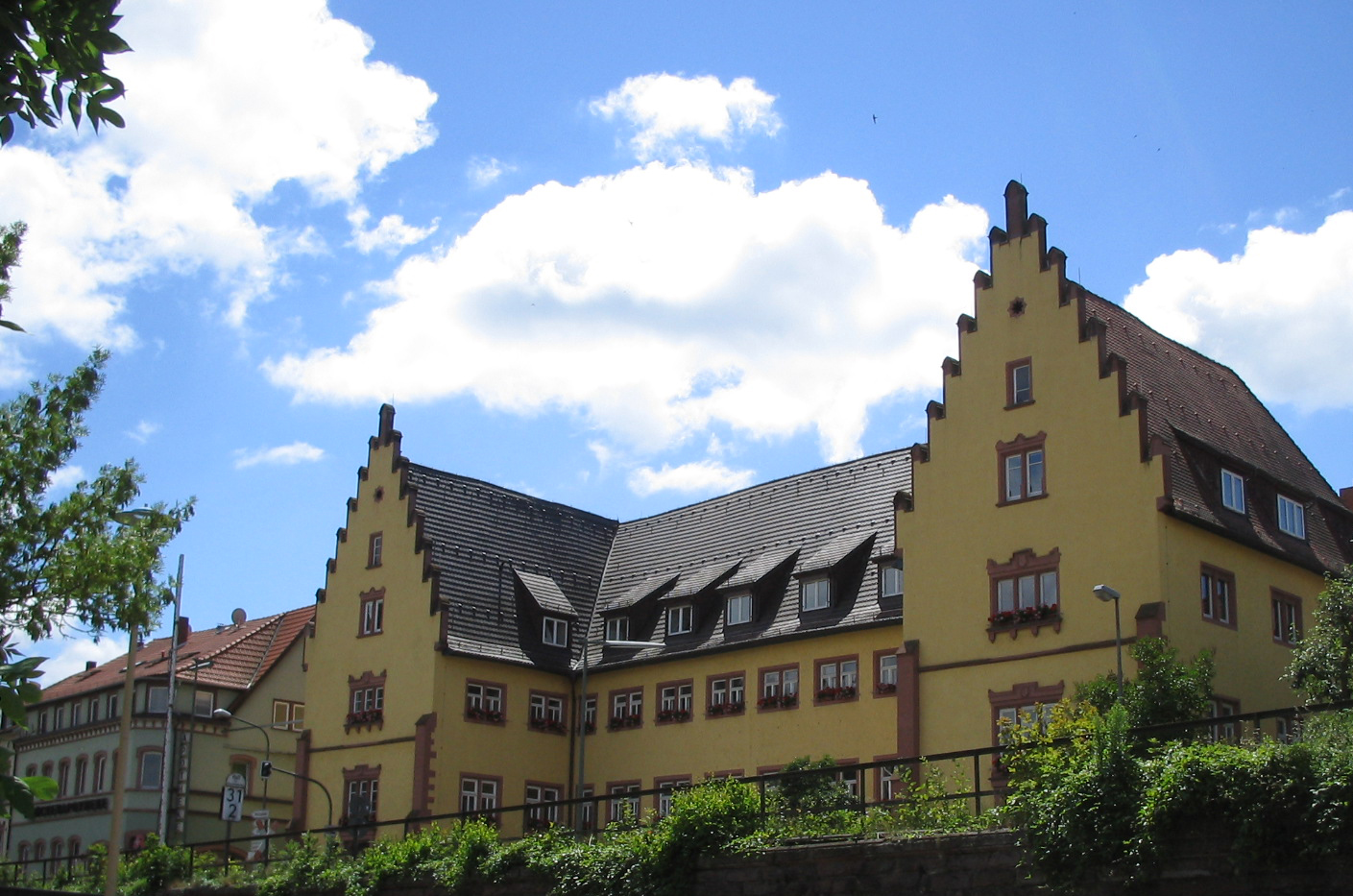
Das ehemalige Hospital wird heute als Kulturhaus genutzt

Das Bürgerspital Wertheim (offiziell: Bürgerspital Wertheim gGmbH) (auch Krankenhaus Wertheim, ehemals Rotkreuzklinik Wertheim, früher Spital Wertheim) ist ein Krankenhaus der Grund- und Regelversorgung mit 95 + 88 Reha-Betten. Es befindet sich zwischen den Wertheimer Wohnplätzen Bestenheider Höhe und Reinhardshof.
Nach der endgültigen Schließung der Rotkreuzklinik Wertheim im Juni 2024 wurde das Krankenhaus am gleichen Standort im Januar 2025 unter neuer Trägerschaft und überarbeitetem Versorgungskonzept wiedereröffnet.
Das Bürgerspital bietet stationäre Versorgung in der Inneren Medizin, Chirurgie sowie eine werktägliche Notaufnahme, die zu einer 24/7-Notfallversorgung ausgebaut werden soll. Vor Ort befindet sich außerdem ein spezialisiertes Zentrum für Adipositas-Chirurgie. Weitere Einrichtungen, wie eine stationäre neurologische Reha und das bereits bestehende Dialysezentrum sind Teil des neuen Gesundheitscampus am Standort Reinhardshof.

## Geschichte

### Wertheimer Spital
1359 wurde erstmals ein Spital in Wertheim urkundlich erwähnt; 1418 wurde ein Spitalmeister in der Wachzinsliste der Wertheimer Kirche aufgeführt. Seit 1491 war er zu einer wöchentlichen Abrechnung vor Schultheiß, Bürgermeister und den Ratsmitgliedern verpflichtet. Ferner waren die Spitalmeister später – wie auch alle Fuhrleute – verpflichtet, bei einem Brandalarm mit ihrem Fuhrpark Wasser herbeizuschaffen. Zwischen 1590 und 1605 wurde das Spital unter Graf Ludwig III. von Löwenstein erheblich erweitert. Der mächtige Südflügel wurde 1603 den Vorstellungen des damaligen Spitalmeisters Bernhard Cantzler entsprechend gebaut.

### Umbau des Wertheimer Krankenhauses
Am 14. März 1796 ließ der Rat und Physikus Andreas Sauer der Regierung eine Eingabe zukommen, in der er schrieb: Ein kleines Krankenhaus ist ein großes und wichtiges Bedürfnis unserer Stadt. Das hiesige Spital ist es nur nach dem Namen nach, sonst aber – weiter nichts. Daraufhin begann noch im selben Jahr der Umbau. Beim Bau der Bahnstrecke Lauda–Wertheim im Jahr 1868 wurde die Spitalfront zugunsten der Eisenbahntrasse um vier Fensterachsen gekürzt. Dieser Eingriff machte einen Neubau erforderlich, der am 23. Mai 1867 die Zustimmung des Gemeinderats fand. Da die Gelder jedoch nicht ausreichten, wurden nur einige kleinere Änderungen am alten Spitalbau vorgenommen. 1945 mietete die Stadt das „Haus am Berg“ und richtete es als interne Abteilung des Krankenhauses ein. Die Bettenzahl erhöhte sich durch diese Maßnahme zwar auf 100, jedoch entsprach das Krankenhaus nicht den damaligen Anforderungen.

### Umzug des Krankenhauses
1948 wurde ein Wettbewerb ausgeschrieben, den der Architekt Gisbert von Teuffel aus Karlsruhe gewann. Aufgrund der Währungsreform dauerte es jedoch bis 1953, bis die Planungen wiederaufgenommen und im darauffolgenden Jahr abgeschlossen wurden. Die Bauarbeiten begannen im Mai 1955. Hierbei halfen auf dem Reinhardshof stationierte US-Soldaten, die das Gelände planierten. Die Eröffnung fand am 2. Mai 1957 statt. Am 4. November 1983 wurde ein neuer Funktionstrakt eingeweiht, gefolgt von Erweiterungs- und Sanierungsarbeiten, die 1990 abgeschlossen waren.

### Neubau auf dem Reinhardshof
Nach dem Beginn bautechnischer Planungen im Frühjahr 2013 fand 2014 das Richtfest für einen 46 Millionen Euro umfassenden Neubau der Rotkreuzklinik Wertheim statt Am 21. Mai 2016 fand der Krankenhaus-Umzug vom Altbau (Carl-Roth-Straße 1) in das neue Gebäude (Rotkreuzstraße 2) statt.

Ansichten des Neubaus der Rotkreuzklinik Wertheim im Stadtteil Reinhardshof
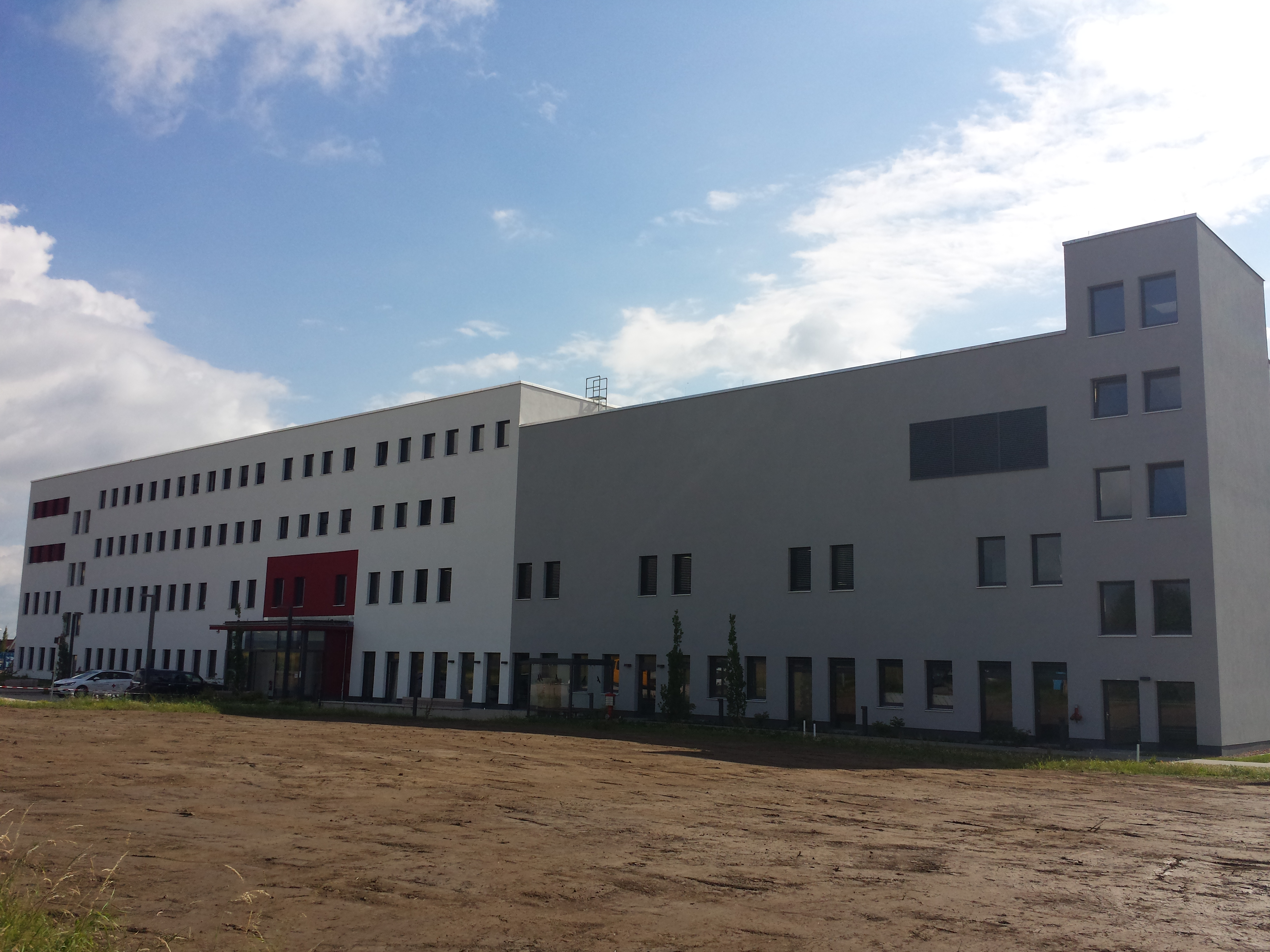
Vorderansicht der Rotkreuzklinik Wertheim
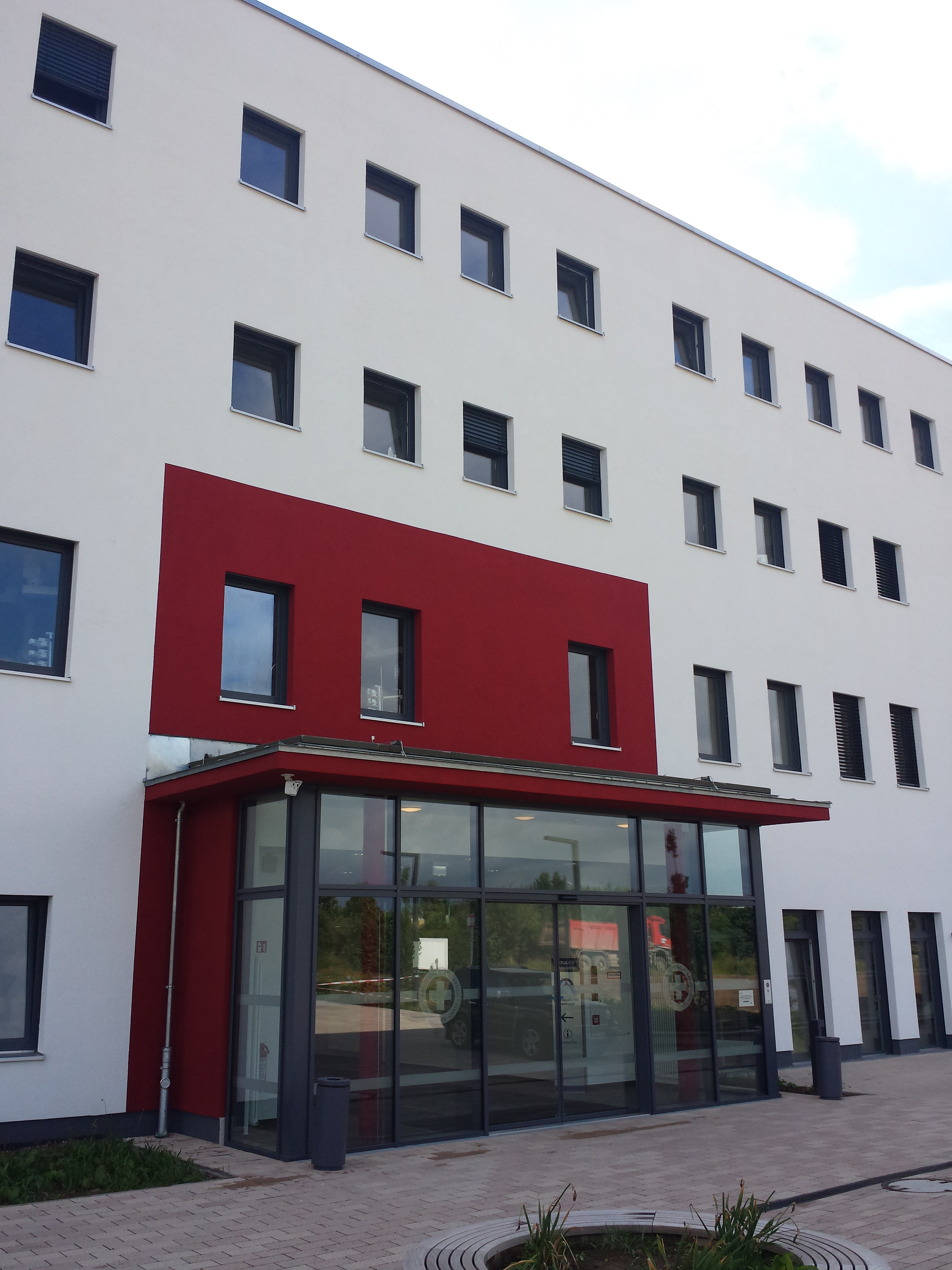
Haupteingang des Krankenhauses
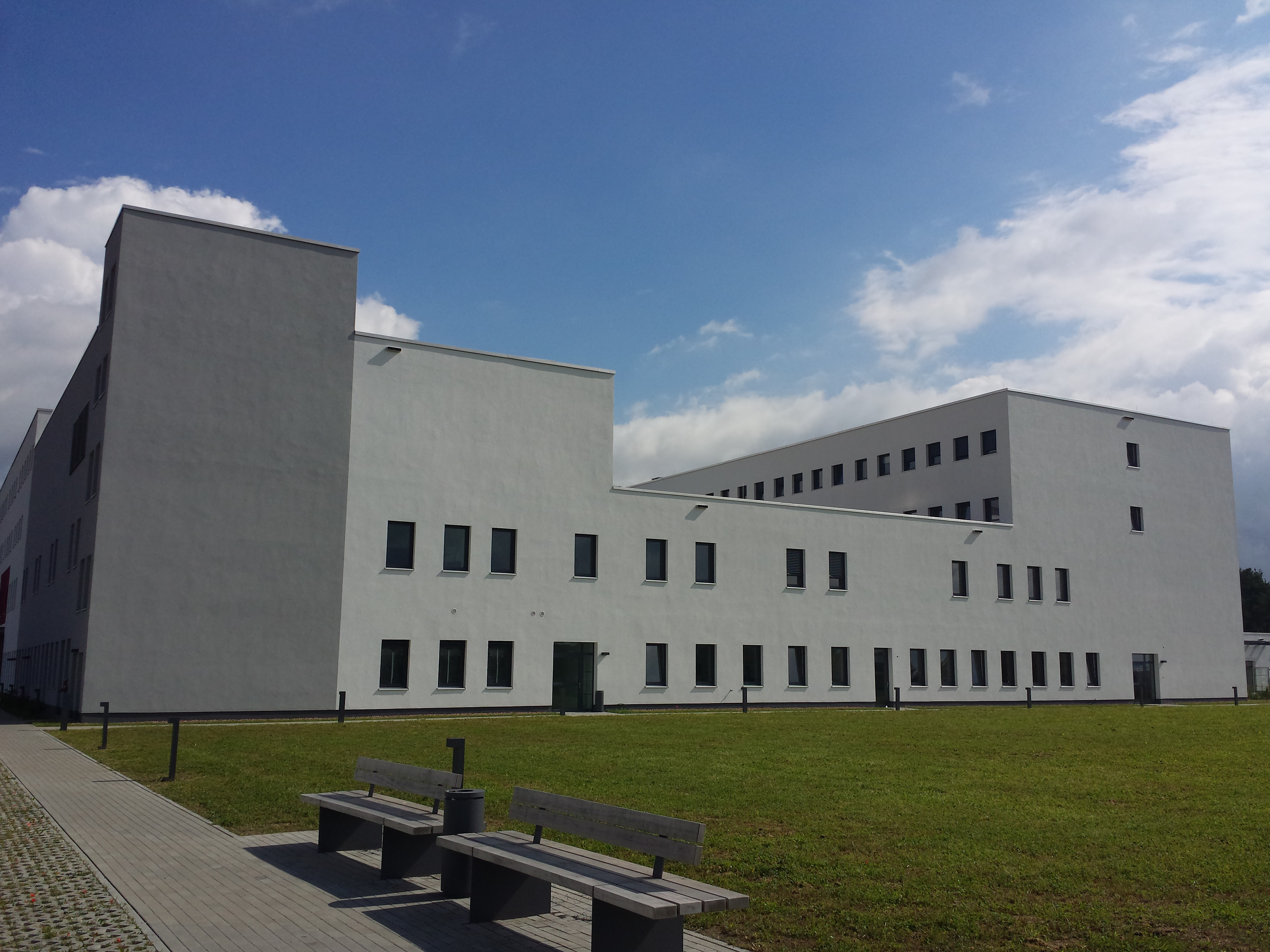
Seitenansicht (aus Richtung Reinhardshof)
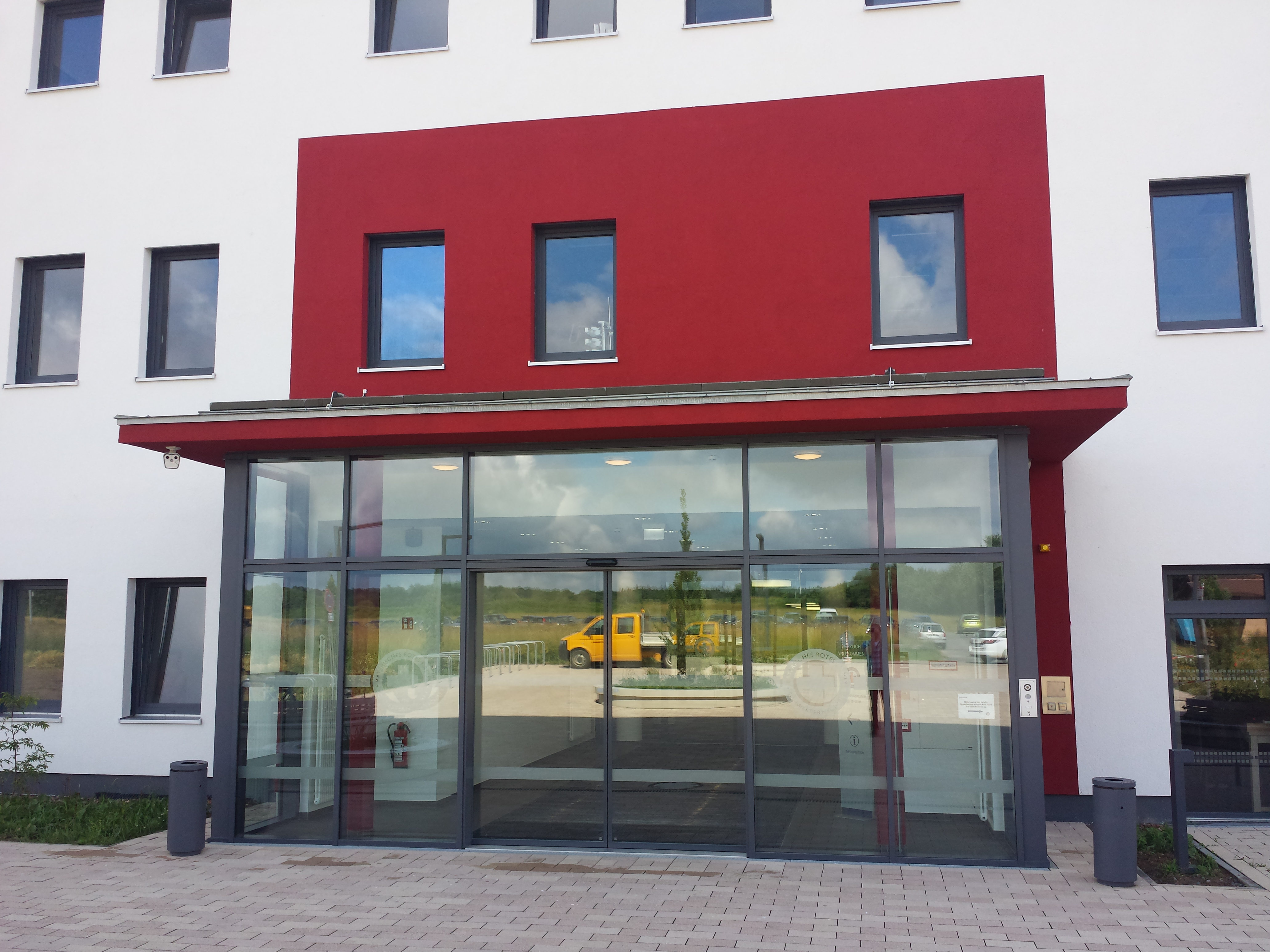
Eingang zur Rotkreuzklinik Wertheim

### Schutzschirmverfahren und Liquidation

„Todesanzeige“ für das Wertheimer Krankenhaus im April 2024

Im September 2023 ließ die Trägerin wegen großer finanzieller Probleme ein Schutzschirmverfahren beim Amtsgericht München einleiten; Gläubiger waren vor allem das Land Baden-Württemberg und die Banken vor Ort. Am Ende des Verfahrens im Dezember 2023 wurde ein Insolvenzverfahren in Eigenregie begonnen. Im Februar, März und Mai kam es in Wertheim, Tauberbischofsheim und Stuttgart zu Demonstrationen für den Erhalt der Klinik. Eine Übernahme durch die Fachklinik Osterhofen scheiterte zunächst im Februar 2024, und es wurde beabsichtigt, die Klinik unter kommunaler Trägerschaft fortzuführen. Hierzu gab es eine Zusage der Generaloberin der Schwesternschaft, Edith Dürr, auf Basis eines Letter of Intent der Stadt Wertheim in Verhandlungen einzutreten. Diese wurden jedoch von der Schwesternschaft nicht geführt, da nach einer Einschätzung ihrer Rechtsanwälte bei einer Schließung über 40 Mio. Euro Verpflichtungen für die Altersvorsorge der Mitarbeiter nicht, wie zuvor angenommen, zulasten der Schwesternschaft an die Zentrale Versorgungskasse (ZVK) gingen. Hierauf wurde eine Prüfung der Übernahme durch die Fachklinik Osterhofen wieder aufgenommen. Am 3. Juni wurde ein endgültiger Aufnahmestopp für die Notaufnahme bekanntgegeben, am 19. Juni gab der Insolvenzverwalter das Scheitern der Gespräche mit der Fachklinik Osterhofen bekannt, was die Liquidation zur Folge hatte.

### Neubeginn als Bürgerspital Wertheim
Nach der endgültigen Schließung der Rotkreuzklinik am 3. Juni 2024 übernahm die Stadt Wertheim das Klinikgebäude sowie Inventar und entwickelte gemeinsam mit der privaten Westfalenklinik-Gruppe ein neues Betriebskonzept. Am 7. Januar 2025 nahm das Bürgerspital Wertheim als Krankenhaus der Grund- und Regelversorgung mit zunächst 80 Betten sowie einer eigenen Notaufnahme den Betrieb auf.
Der Betrieb erfolgt durch eine gemeinnützige GmbH. Angeschlossen ist eine Fachabteilung für Adipositas-Chirurgie in Kooperation mit dem Klinikverbund Weight Doctors. Die Notaufnahme ist werktags geöffnet (Stand: 2025), soll jedoch perspektivisch rund um die Uhr betrieben werden. Eine neurologische Rehaklinik der Firma Mediclin mit 88 Betten wird im selben Gebäude stufenweise aufgebaut.
Zur Sicherstellung der Notfallversorgung wurde eine zehnjährige Ausgleichs- und Betrauungsvereinbarung zwischen Stadt und Träger geschlossen, mit einem Defizitausgleich von bis zu 2,75 Millionen Euro jährlich. Im März 2025 erklärte sich der Main-Tauber-Kreis zur finanziellen Beteiligung mit bis zu 625.000 Euro pro Jahr bereit.
Das Bürgerspital positioniert sich laut Eigendarstellung als „gesundheitsversorgende Einrichtung“ und nicht als gewinnorientierter Betrieb. Das Modell wird in Medien und Politik als möglicher Prototyp für die Zukunft der stationären Versorgung im ländlichen Raum diskutiert.

Neubeginn als Bürgerspital Wertheim
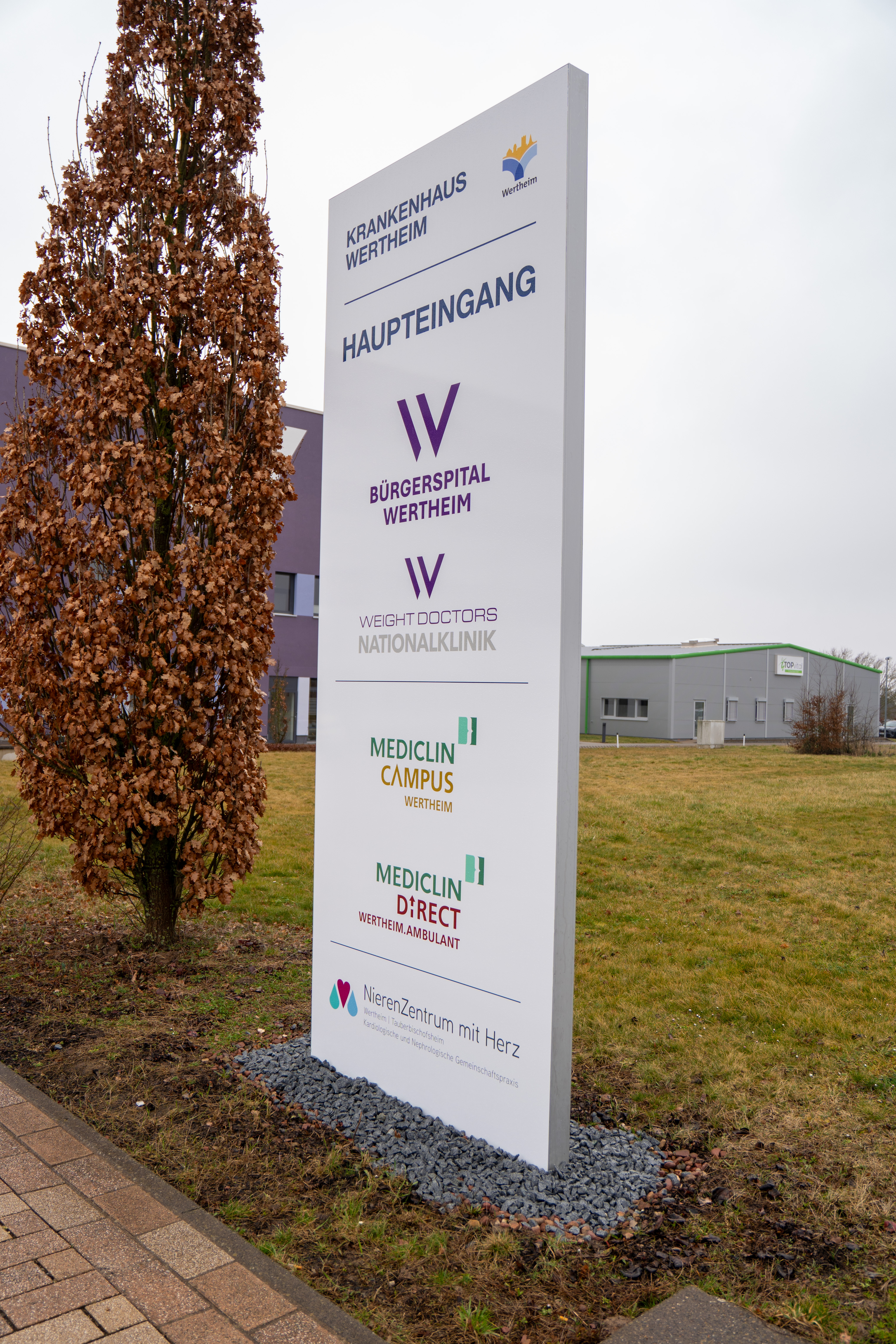
Eingangsschild des Bürgerspitals Wertheim
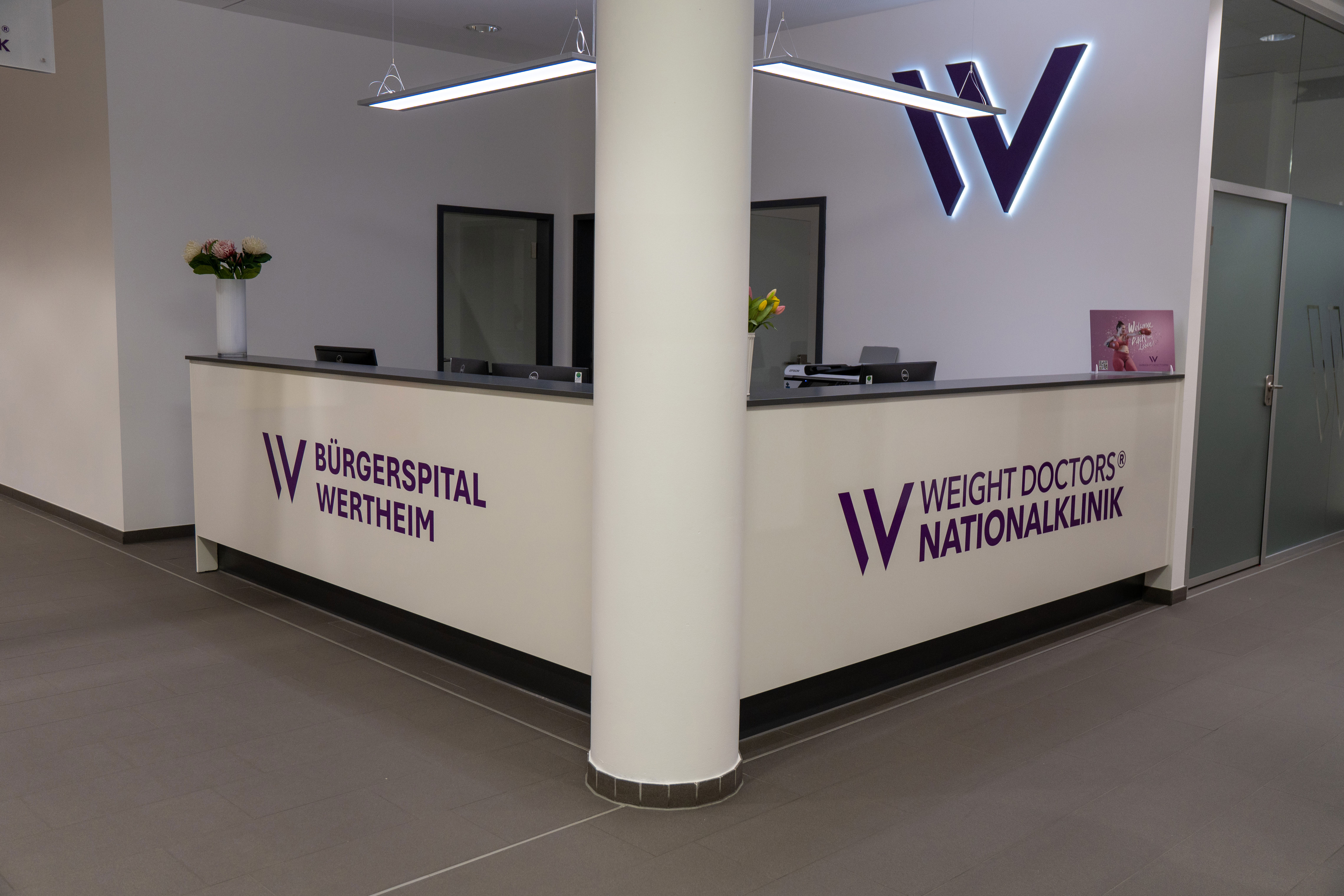
Empfangsbereich im Bürgerspital Wertheim
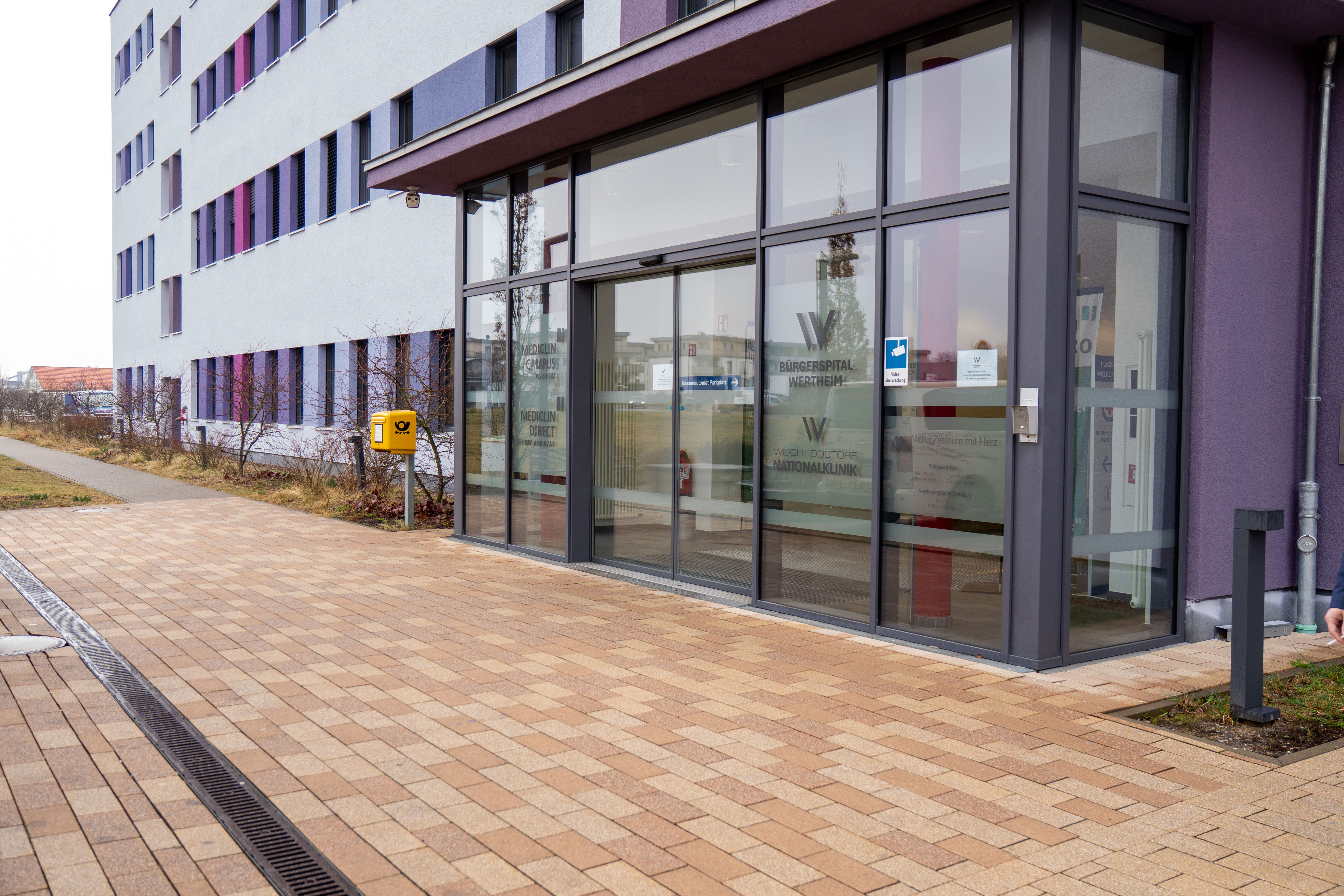
Haupteingang des Bürgerspitals Wertheim
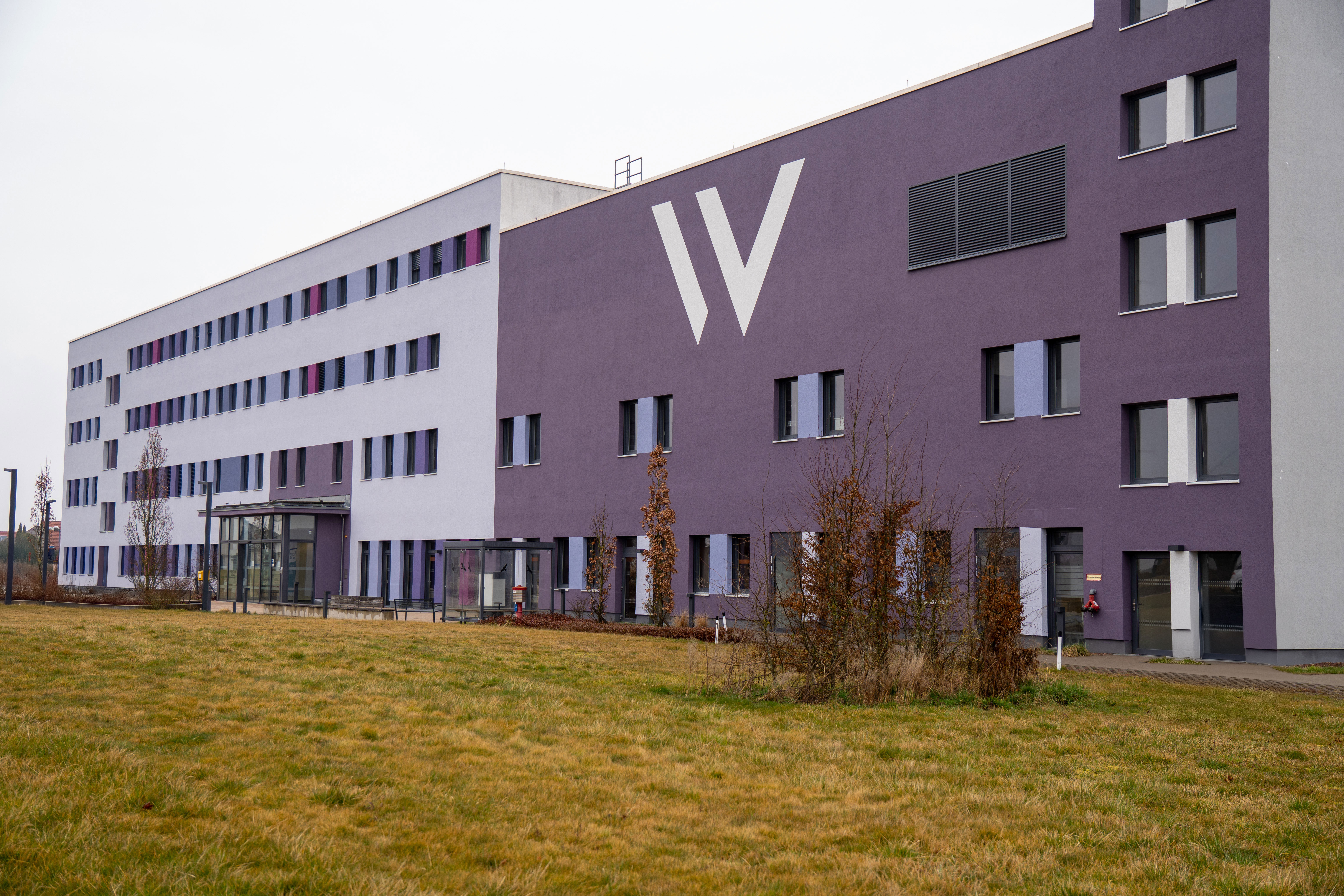
Außenansicht des Bürgerspitals Wertheim

## Kliniken und Fachbereiche im Bürgerspital Wertheim
Das Bürgerspital gliedert sich in mehrere spezialisierte Einheiten:
- Klinik für Chirurgie
- Klinik für Innere Medizin
- Klinik für Anästhesiologie & Intensivmedizin
- Notaufnahme (werktags 8–18 Uhr, geplant 24 Stunden)
- Adipositaschirurgie (Weight Doctors Nationalklinik)[24]
- Neurologische Früh-Reha-Abteilung mit 88 Betten (Mediclin AG)

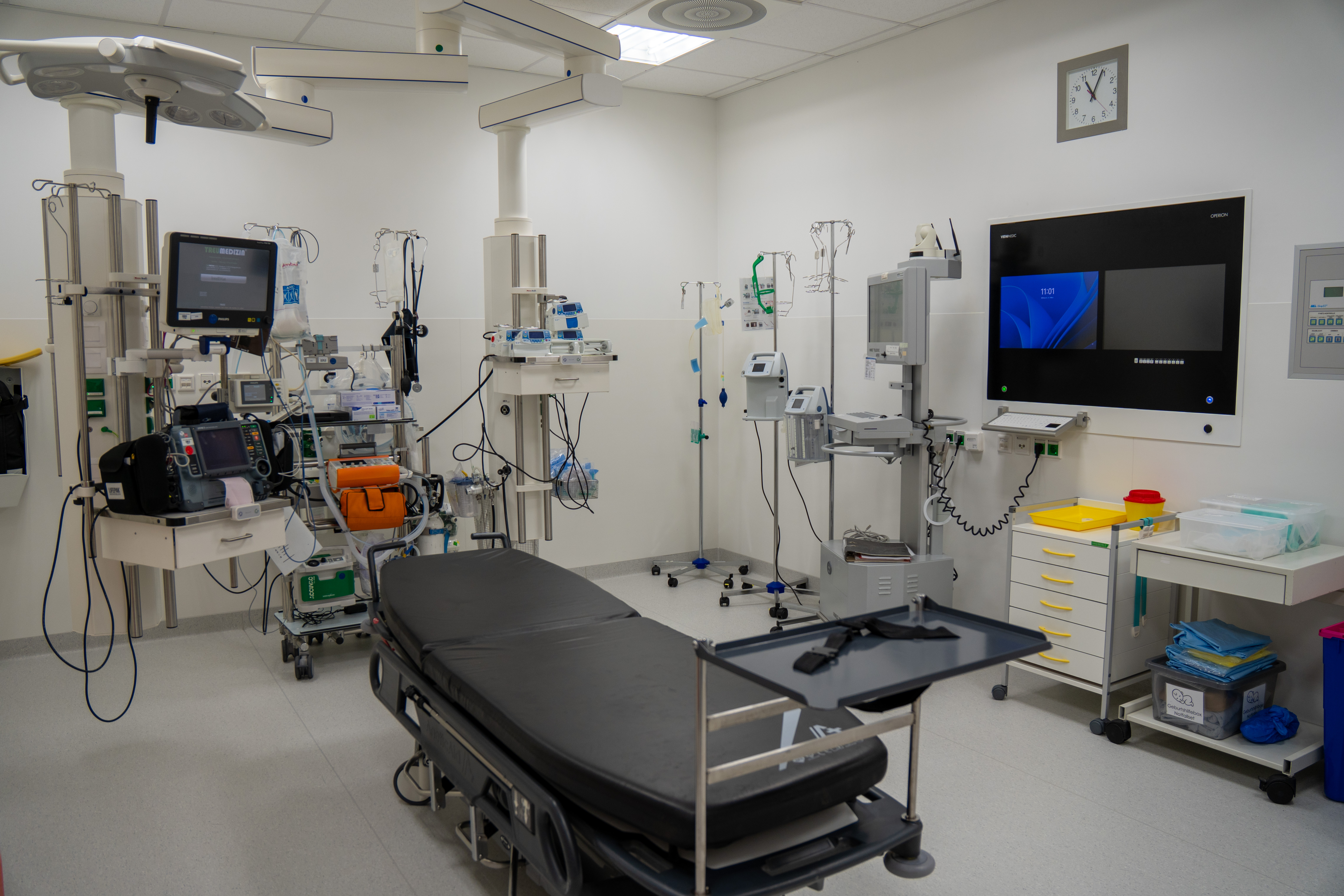
Behandlungsraum der Notaufnahme im Bürgerspital Wertheim

- Radiologie (im Aufbau)
- Dialysezentrum

## Medizinisches Konzept des Bürgerspital Wertheim
Die Westfalenklinik-Gruppe (CGCE) betreibt:
- Notfallversorgung mit ZNA & Schlaganfalleinheit,
- Grund- und Regelversorgung sowie
- Adipositaschirurgie (Weight Doctors® NATIONALKLINIK).

Zusätzlich unterstützt die Mediclin AG die neurologische Frührehabilitation sowie Küche und Cafeteria, und der Betrieb des Dialysezentrums ist gesichert.

### Frühere medizinische Ausrichtung

#### Fachkliniken
Das Krankenhaus Wertheim wies die folgenden 13 medizinischen Fachkliniken auf: Allgemein- und Viszeralchirurgie, Anästhesie/Intensivmedizin, Gynäkologie & Geburtshilfe, Innere Medizin, Schlaganfalleinheit/Neurologie, Gastroenterologie, Kardiologie, Unfallchirurgie/Orthopädie, Radiologie, Notfallmedizin, Palliativmedizin, Pneumologie sowie Hals-Nasen-Ohren-Heilkunde. Die medizinischen Fachabteilungen der Rotkreuzklinik Wertheim werden von den folgenden Funktionsbereichen unterstützt: Endoskopie, Hygiene, Labor, OP/Anästhesie, Physiotherapie und Zentralsterilisation.

#### Kompetenzzentren
Um neben einer wohnortnahen auch eine optimale medizinische Behandlung und intensive Betreuung zu ermöglichen, schloss sich das Krankenhaus Wertheim mit Spezialisten anderer Kliniken in den folgenden Bereichen zu Kompetenzzentren zusammen: Interdisziplinäres Kontinenz- und Beckenbodenzentrum Main-Tauber, Brustzentrum Main-Tauber (bis Oktober 2016) und Zentrum für Endoprothetik Main-Tauber.

## Trägerschaft und Geschäftsführung
Träger des Bürgerspitals ist die Westfalenklinik-Gruppe. Zuvor firmierte das Wertheimer Krankenhaus unter Trägerschaft der Schwesternschaft München vom Bayerischen Roten Kreuz e. V. als Rotkreuzklinik Wertheim gGmbH. Die Schwesternschaft München hielt seit 1. Oktober 2009 74,9 %, seit April 2010 94,9 % der Anteile; der Rest lag bei der Stadt Wertheim. Das Krankenhaus trat seitdem als Rotkreuzklinik Wertheim auf. Das Verhältnis zwischen der Schwesternschaft München und den Beteiligten vor Ort galt vor dem im Dezember 2023 eröffneten Insolvenzverfahren als zerrüttet. Markus Herrera Torrez, Oberbürgermeister Wertheims, äußerte nach der gescheiterten Fortführung eines Klinikbetriebs „Der Schaden, den die Schwesternschaft vom Bayerischen Roten Kreuz in Wertheim hinterlässt, könnte nicht größer sein.“
Nach der Insolvenz der Rotkreuzklinik übernahm die Stadt Wertheim das ehemalige Klinikgebäude und entwickelte in Zusammenarbeit mit der Westfalenklinik-Gruppe (CGCE) ein neues Versorgungskonzept. Unter der Leitung von Geschäftsführer Alexander Gläser, dessen Vater Stefan Gläser – ehemaliger Oberbürgermeister Wertheims, investierte die Gruppe CGCE mehrere Millionen Euro in die Modernisierung und Wiedereröffnung. Am 7. Januar 2025 wurde das Bürgerspital offiziell eröffnet.

## Personal und Trägerschaft
Von den etwa 240 Mitarbeitenden des Bürgerspitals wurden viele ehemalige Beschäftigte der Rotkreuzklinik übernommen. Ärztlicher Direktor ist Gerhard Schüder, Simone Brick ist Pflegedienstleiterin.Personal Bürgerspital. Abgerufen am 3. April 2025.

## Statistik
Die Klinikgruppe der Rotkreuzkliniken Süd (zu denen die Rotkreuzklinik Wertheim gehörte) umfasst zusammen 23 Fachabteilungen (davon 13 in Wertheim), 1.126 Betten (davon 178 in Wertheim) und rund 2.000 Mitarbeitern (davon rund 350 Mitarbeiter in Wertheim). Diese versorgen jährlich etwa 42.000 stationäre Patienten (davon 8000 Patienten stationär in Wertheim) und rund 56.000 ambulante Fälle (davon etwa 10.500 Fälle ambulant in Wertheim). Zudem fanden im Krankenhaus Wertheim etwa 3.000 stationäre sowie 1.400 ambulante Operationen pro Jahr statt.